# Xã Tontitown, Quận Washington, Arkansas
Xã Tontitown (tiếng Anh: Tontitown Township) là một xã thuộc quận Washington, tiểu bang Arkansas, Hoa Kỳ. Năm 2010, dân số của xã này là 2.591 người.